# Cyphanta xanthochlora
Cyphanta xanthochlora är en fjärilsart som beskrevs av Walker 1865. Cyphanta xanthochlora ingår i släktet Cyphanta och familjen tandspinnare. Inga underarter finns listade i Catalogue of Life.